# جامع فناري عيسى
جَامِعُ فَنَارِي عِيسَى (بالتركية: Molla Fenâri Îsâ Câmîi)‏، (باليونانية:νήονή υου Λιβός) هو دِيرٌ سابقٌ للرَّاهِبات، يَضُم كَنيستين أرثوذكسيتين شرقيتين.يقع في حيِّ الفاتح، في مدينة إسطنبول التركية.ويَرجِعُ تاريخُ بناءِه إلى العصر البيزنطي.وكان يَحمِلُ اسم دير قُسْطَنْطين ليبز [الإنجليزية]، الذي تمَّ تَحويلُه في العهد العثماني إلى جَامِعٍ، أُطْلِقَ عليه اسم جَامِع فَنَاري عِيسَى نِسبةً إلى المُلاَّ فَنَارِي عِيسَى.

## التسمية
كلمة مُلاَّ (جمعها مَلاَلِي): (بالتركية: Molla)‏ هي لقبٌ يُطْلقُ على عُلَماءِ الدِّين الذين يشغَلُون مَناصِبَ هامَّة في الدولة العثمانية، وكان أعلاها مَنصبُ شيخُ الإِسلام.

## تاريخ الجامع

### العهد البيزنطي

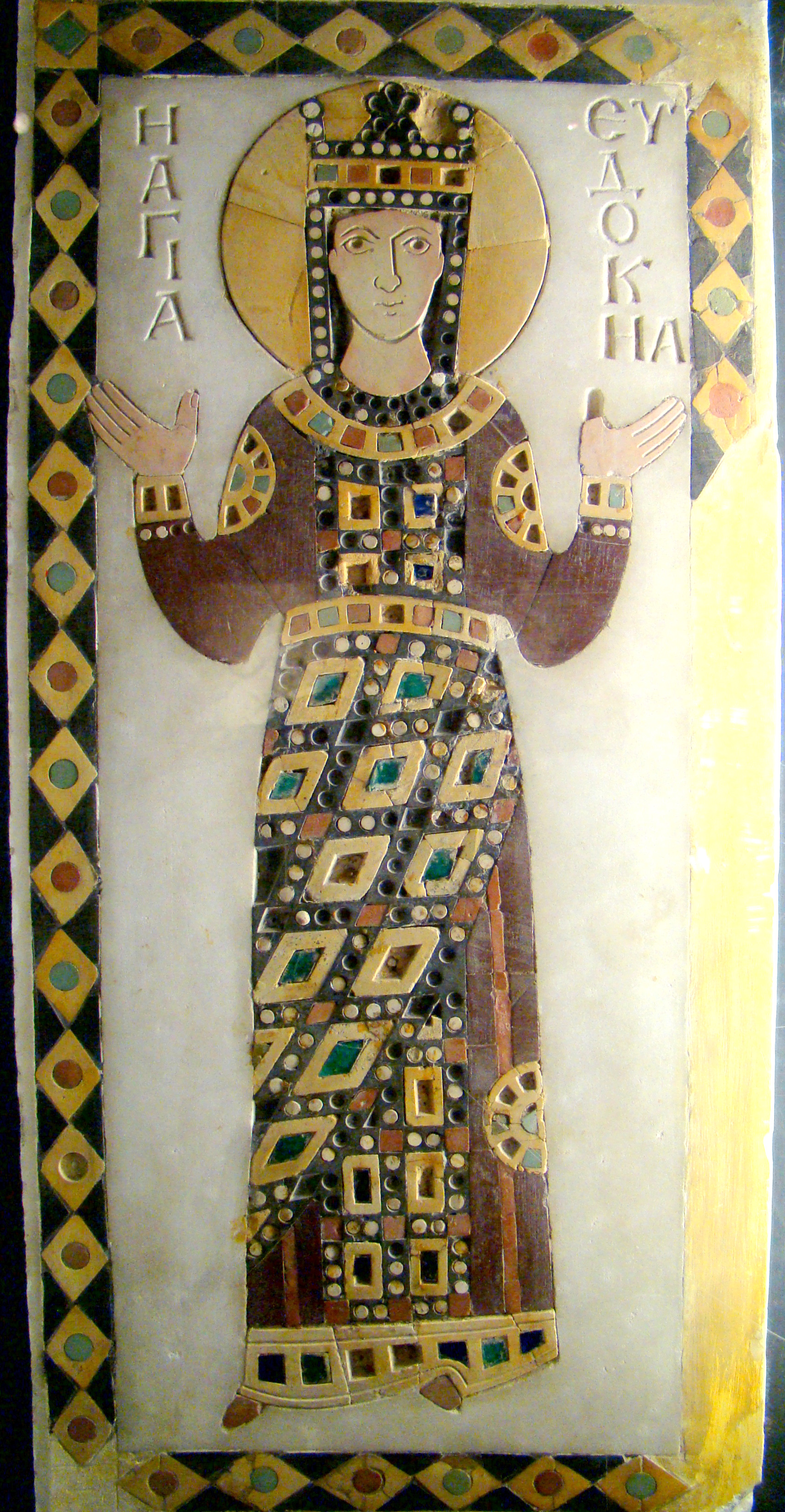
قطعة فنيَّة رُخَاميَّة تُجَسِّد الإمبراطورة البيزنطيَّة إيليا إيودوكسيا في(القرن العاشر أو الحادي عشر)، وقد صُمِّمَت بتقنية الـ Opus Sectile والتي تعتمد على ترصيع الأسطُح الرُّخامية بأشكالٍ مُختلفةٍ من الفسيفساء.

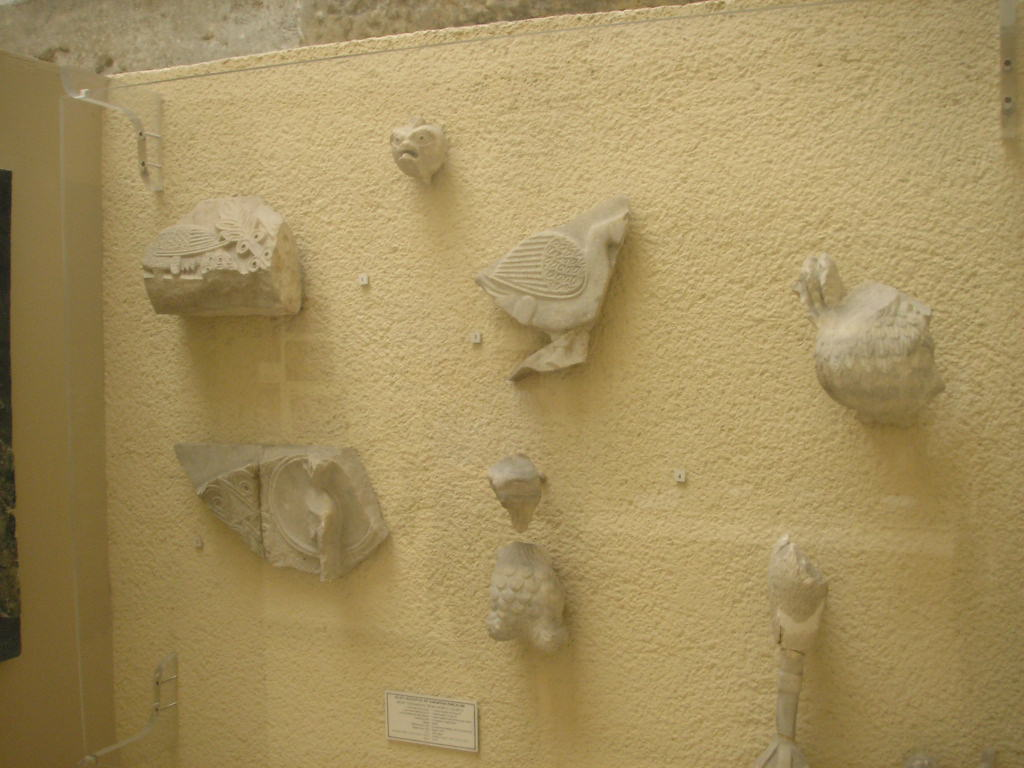
آثار مُتَبَقِيَّة من الكنيسة الشَّمالية محفوظة في متحف إسطنبول الأثري.

كان ديرُ قُسْطَنطِين ليبز (قبلَ أن يتحوَّل إلى جامعٍ)، يُعد أكْبَرَ ديرٍ في القُسْطَنْطِينيَّة، تم بِنَاؤُه سنة 908 على يد الأدميرال قُسْطَنطِين ليبز، وبِحضور الإمبراطور البيزنطي ليو السادس وكانت به كنيسةٌ واحدةٌ شُيِّدَتْ على أنقاضِ مقبرةٍ رومانيةٍ قديمة، وقد عُرِفَت بِاسم (الكنيسة الشَّمالية).ومع بداية الحملة الصليبية الرابعة شُيِّدَتْ كنيسةٌ جديدة جنوبَ الدِّير وعُرِفَتْ بِاسم (الكنيسة الجنوبية).وكانت الإمبراطورة البيزنطيَّة ثيودورا بالايولوجينا [الإنجليزية] أَرْمَلة المَلك ميخائيل الثامن باليولوج، قد شيَّدَتها تَخْلِيداً لروح القدِّيس يوحنا المعمدان، (باليونانية:Eκκλησία του Αγίου Ιωάννου Προδρόμου του Λίβος) وقد جَعَلتها مَرْقَداً لرُفاتِ أفراد عائلتها، حيث دُفِن فيها ابنُها قسطنطين بالايولوج [الإنجليزية] وابنها الأكبر أندرونيكوس الثاني باليولوج وزوجته إيرين مونتفرات [الإنجليزية].
قامت الإمبراطورة ثيودورا في وقتٍ لاحقٍ باستعادة دير الرَّاهبات حيثُ أنَّه كان مهجوراً في تِلكَ الحِقبة.وتم افتتاحهُ من جديدٍ ليستوعبَ مجموعةَ راهباتٍ قُدِّرَ عددهم بالخمسينَ راهبة ،كما تم تزويدُ الدير بحوالي خمسة عشر سريرٍ إضافيٍ.

### العهد العثماني
تمَّ تَحويلُ الكنيسةِ الجنوبيَّة لديرِ قُسطنطين ليبز إلى مسجدٍ صغيرٍ (مابين  سنة 1497 و1498)، في أَعقابِ سُقوطِ القُسْطنطينية في يد المُسلمين (المُمثَّلين بالدولة العثمانية)، وفي عهدِ بايزيد الثاني، على يد قاضي عسكر الروملي فناري زاد علاء الدين علي بن يوسف أفندي، (ابن أخ المُلاَّ محمد بن حمزة بن محمد، شمس الدين الفنّاري). ثم تم بِناءُ مِئْذنةٍ في الزَّاويةِ الجنوبيَّة الشَّرقية للكنيسة، ومِحرابًا في حنية الكنيسة. وأُطلق على الجامعِ اسمَ المُلا فَناري عِيسى.
في سنة 1633 شبَّ بالمسجدِ حريقٌ مَهول مما أدى إلى إغلاقه. وفي سنة 1636 تم ترميمه قبل أن يتم افتتاحه من جديدٍ على يد الصدر الأعظم بيرم باشا، حيث تم تجديدُ القِباب، واستُبدِلَت أعمدةُ الكنيسة بدعامات، وأُزيلت الزخرفة الفسيفسائية. كما تم تحويل الكنيسة الشمالية إلى نُزلٍ للدراويش.
في سنة 1918 شبَّ بالمبنى حريقٌ آخر وتم إغلاقه من جديد.
في سنة 1929 عُثِرَ على اِثنا وعشرُونَ تابوتًا عند إجراء حفريات بالمنطقة.
تم ترميم المبنَى لاحقا خلال فترةِ السَّبعينات والثَّمانينات من قِبل الجمعية البيزنطية الأمريكية، وتم افتتاحه من جديد كجامعٍ يُرفعُ منهُ الآذانُ ويعلُو خمسَ مرَّاتٍ في اليومِ.

## عمارة

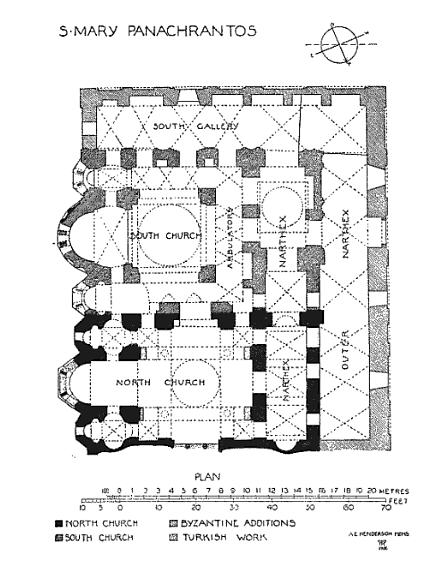
مسقط أفقي لمسجد فناري عيسى

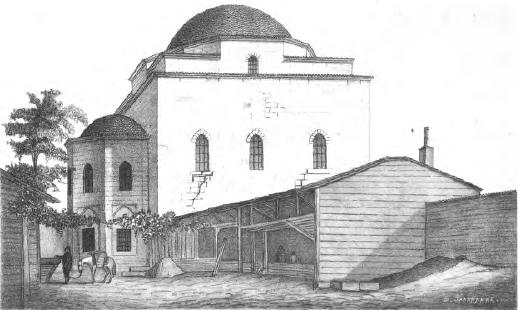
رسم لجامعِ فناري عيسى سنة 1977.

### الكنيسة الشمالية

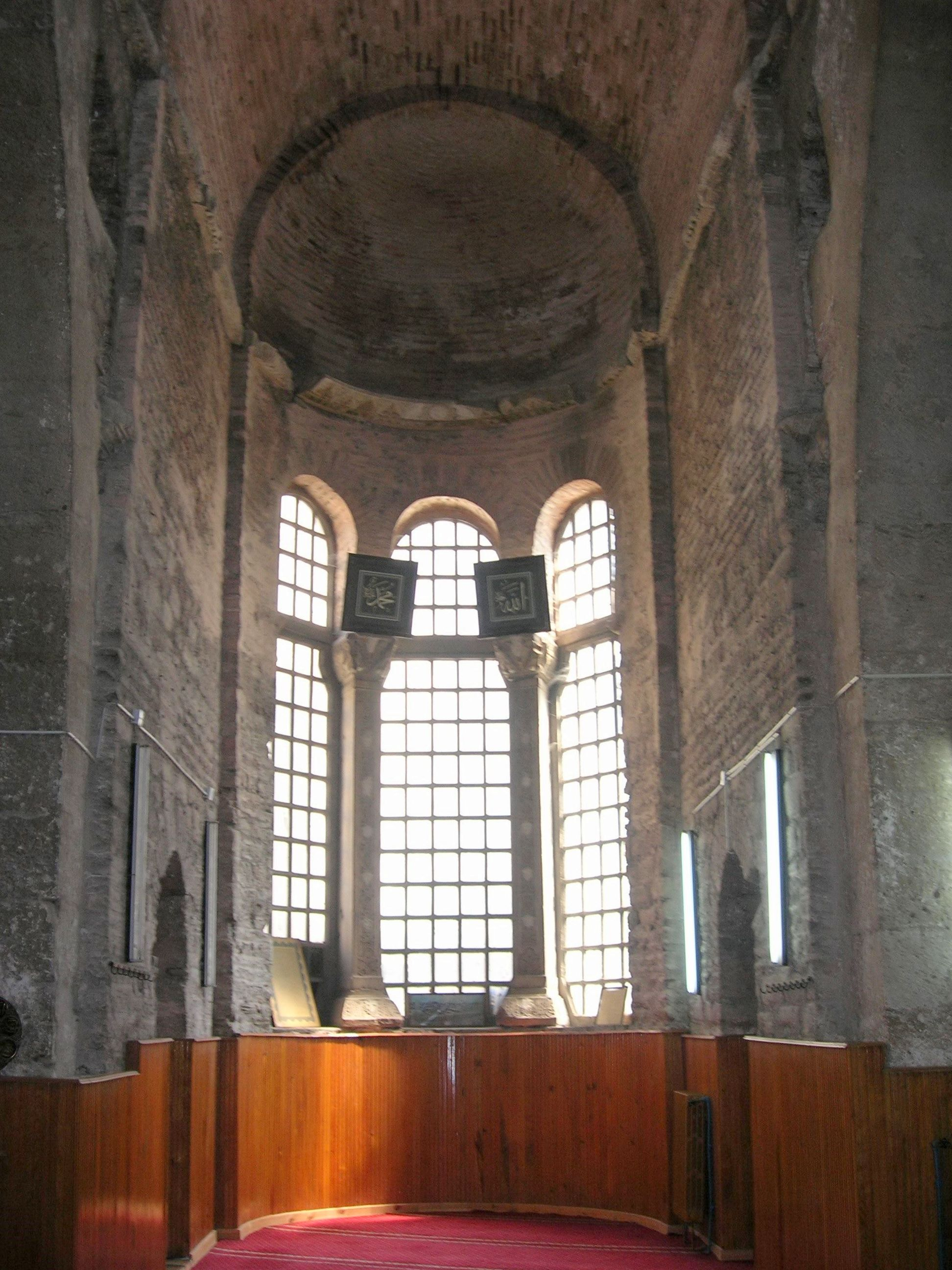
الكنيسة الشمالية من الداخل

تُعد الكنيسة الشمالية واحدةً من أولى المزارات في القُسطنطينية. بُنِيت على الطِّرازِ البيزنطي واعتُبِرت نموذجا للعمارة البيزنطية في القرن العاشر. وهي تُظهِرُ تَشابُهاتٍ مِعماريةٍ قَويّة مع جامع بودروم .
استُبدلت أعمِدتها الأربعة بقوسين مدبَّبين خلال العهد العثماني، كما علت فوق المبنىَ قبّةٌ عثمانية مَهيبة قائِمة فوق ثمانِ نوافذ.
وتُعتبر أبعادُ الكنيسةِ الشمالية، صغيرةً نِسبيّاً مقارنةً مع عددِ السُّكان الذين عاشوا في الدير في تلك الحقبة( تبلغُ المِساحةُ الدَّاخلية للكنيسة 13 متر وعرضها 9.5 متر).

### الكنيسة الجنوبية

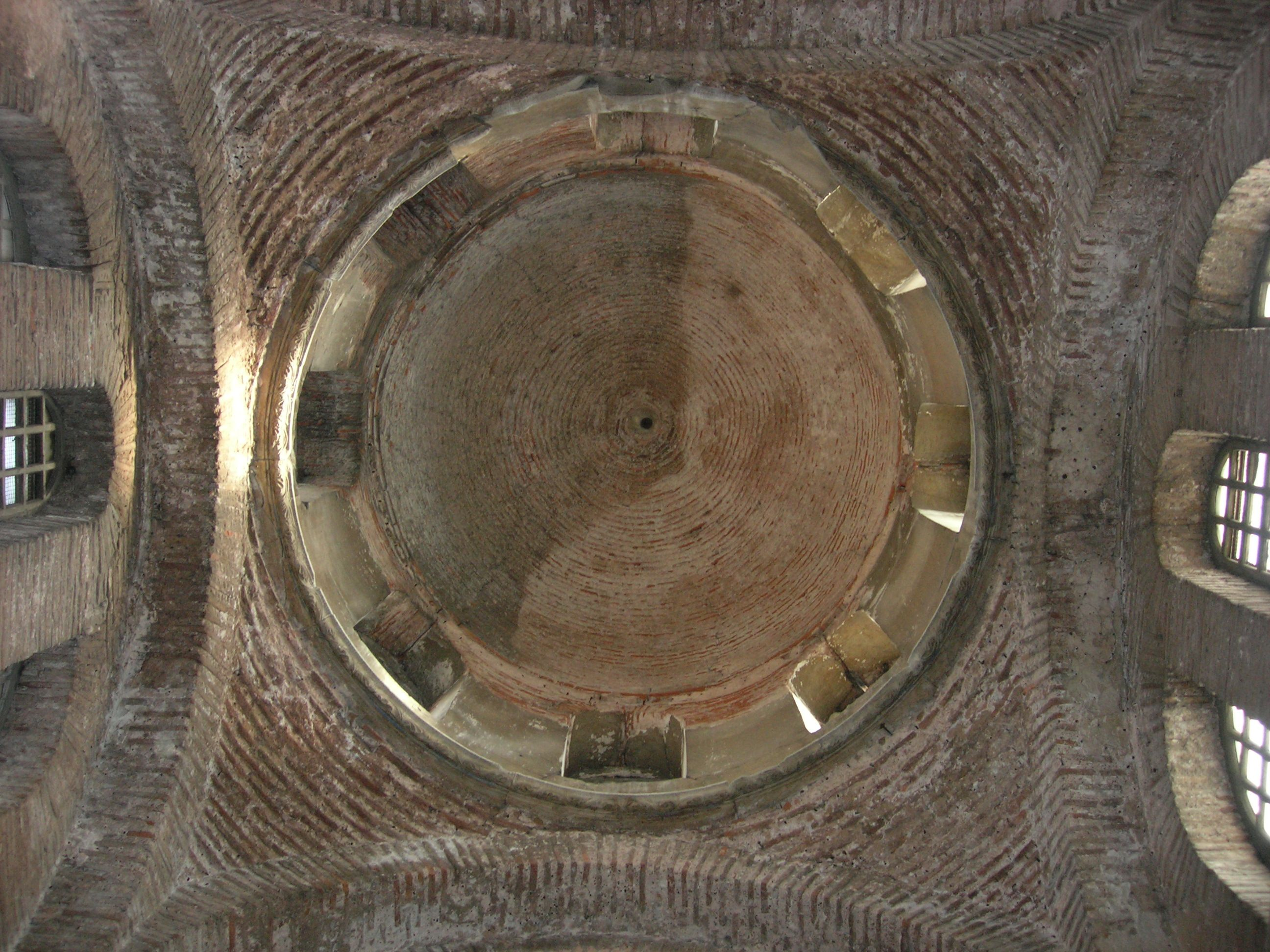
قُبَّة الكنيسة الجنوبية.

بُنيت الكنيسة الجنوبية على الطِّراز البيزنطي المتأخر، وقد شُيِّدت على مساحة مربَّعة الزَّوايا تعلوها قُبَّة. أما الجدران فقد بُنيت من الحجر والطابوق على غِرار الكنيسة الشمالية وزُخْرِفَت  بالفُسيفساء. تم توسيعها بواسطة قوسٍ ذو ثلاث أعمدة.